# Gedeutereerd octaan
Gedeutereerd octaan (ook aangeduid als octaan-d18) is een gedeutereerd oplosmiddel met als brutoformule C8D18. Het is een isotopoloog van octaan en kan gebruikt worden als oplosmiddel in de NMR-spectroscopie. De stof komt bij kamertemperatuur voor als een heldere kleurloze vloeistof met een indringende geur, die onoplosbaar is in water. Net als octaan is ook de gedeutereerde variant ontvlambaar.